# Джеймс Кук
Дже́ймс Кук (англ. James Cook; 7 листопада 1728 — 14 лютого 1779) — англійський першовідкривач, навігатор і дослідник, член Лондонського королівського товариства.
Кук зробив детальну мапу Ньюфаундленду, пізніше здійснив три експедиції в Тихий океан, першим із європейців дослідив і описав східне узбережжя Австралії, Гавайські острови, вперше пройшов навколо Нової Зеландії. Загинув на Гаваях у сутичці з аборигенами під час третьої експедиції у 1779 році.

## Біографія
Джеймс Кук народився в Йоркширі (Англія) в 1728 у родині фермера. Тому він не отримав гідної освіти. Його п'ятирічне навчання в школі оплатив лендлорд, у якого працював його батько. Після школи Кук допомагав батькові на фермі, потім 18 місяців працював в овочевій крамниці. Морській справі він почав навчатися, коли поступив юнгою на торговий корабель Фрілав, що здійснював каботажні плавання між гирлом річки Тайн і Лондоном. На кораблях він вивчив алгебру, геометрію, тригонометрію, навігацію та астрономію. Завершивши навчання, Кук плавав на торгових кораблях у Балтійському морі. 1752 року він склав іспит і того ж року став помічником стерничого на судні Френдшип. 1755 року йому запропонували стати капітаном цього судна, але він вирішив добровільно вступити до Королівського флоту, попри те, що мусив знову підійматися з низів. Він розпочав помічником стернового корабля Іґл. 1755 року його корабель захопив французьке судно й потопив інше, і Кук отримав місце боцмана. 1756 року він деякий час був капітаном невеликого патрульного судна Крузер. 1757 року Кук склав іспит на стернового, що дозволило йому бути навігатором і капітаном кораблів військового флоту. Протягом Семирічної війни він служив у Північній Америці на кораблі Пембрук. На цій посаді він проявив здібність до розвідки територій та картографії, склав детальну мапу річки Святого Лаврентія.
У 1760-их роках картографічна майстерність Кука прислужилася йому, коли на борту корабля Гренвілл він склав мапу узбережжя Ньюфаундленду. 1768 року його призначили командувати кораблем «Ендевор» (англ. Endeavour).
Після повідомлення в Королівському науковому товаристві про зроблені ним спостереження за затемненням Сонця 1766 року, його призначили командиром першої наукової експедиції в Тихий океан, що відбувалася протягом 1768—1771 років.
Загалом Кук здійснив три подорожі Тихим океаном і першим з європейців дослідив більшу частину його узбережжя. Він відкрив Гаваї та інші острови, крім цього він першим проплив навколо Австралії. Кук також був картографом. У пошуках північного морського проходу з Тихого океану в Атлантичний він дослідив частину узбережжя Аляски. Його ім'ям названо острови в Тихому океані, затоку на Алясці, у місті Анкоридж йому встановлено пам'ятник.

## Три експедиції Джеймса Кука
Під керівництвом Джеймса Кука були здійснені три експедиції, які значно розширили уявлення людей про наш світ.

Маршрути трьох подорожей Кука. Червоним — перша, зеленим — друга, синім — третя (пунктиром означено продовження подорожі після його загибелі)

### Перша подорож (1768—1771 роки)

#### Мета експедиції
Офіційною метою експедиції було дослідження проходження Венери по диску Сонця. Проте в секретних наказах, отриманих Куком, йому наказувалося негайно після завершення астрономічних спостережень вирушати в південні широти на пошуки так званого Південного материка (також відомого як «Terra Incognita»). Якщо врахувати, що між світовими державами йшла запекла боротьба за нові колонії, дуже імовірним є припущення, що астрономічні спостереження служили Британському Адміралтейству ширмою для прикриття пошуку нових колоній. Також метою експедиції було визначити береги Австралії, особливо її східне узбережжя, яке було взагалі недослідженим.

#### Склад експедиції
Називають причини, які вплинули на вибір Адміралтейства на користь Кука:
1. Кук був моряком, і отже підпорядковувався Адміралтейству, якому начальник експедиції мав бути «своя» людина. Власне тому Александер Далрімпл, що також претендував на цю посаду, був невигідний Адміралтейству.
2. Кук був дуже досвідченим моряком.
3. Навіть серед досвідчених моряків Кук виділявся великим досвідом у картографії та навігації, про що свідчила успішно проведена робота з вимірювання фарватеру річки Св. Лаврентія. Досвід цей був підтверджений безпосередньо чинним адміралом Колвіллом, який, рекомендуючи роботи Кука до публікації, так схарактеризував Кука: «Знаючи з досвіду обдарованість містера Кука та його здібності, я вважаю його досить кваліфікованим для роботи, яку він виконав, і для найбільших заходів того ж роду»[9].

Експедиції було виділено «Ендевор» — невелике судно, що належало до класу так званих «вугільників» (названих так через те, що кораблі такого класу переважно використовувалися для перевезення вугілля), з характерно малою осадкою, переобладнане спеціально для експедиції.
Ботаніками були Карл Соландер і Джозеф Бенкс, член Лондонського королівського товариства та майбутній його президент, який був до того ж дуже заможною людиною. Художники — Александер Бекен і Сідні Паркінсон. Астроном Грін повинен був разом з Куком проводити спостереження. Судновим лікарем був доктор Монкгауз.
Першим помічником був Захарі Гікс, другим помічником — Джон Ґор. Команда складалася з сорока матросів і дванадцятьох морських піхотинців.
Першу навколосвітню подорож Кук здійснив у 1769 році. Британський уряд направив його у Тихий Океан для пошуку південного материка, щоб приєднати його до британської імперії. Англійський корабель, перетнувши Атлантичний океан, оминув Південну Америку і вийшов у Тихий океан. Саме під час цієї експедиції корабель Кука вперше підійшов до берегів Австралії. Тут Джеймс Кук дослідив, описав і наніс на карту численні острови. Крім того, він відкрив найбільше в світі коралове утворення — Великий Бар'єрний риф (нині це заповідний підводний парк). Обійшовши материк з півночі, Кук досяг Індійського океану і згодом повернувся додому. Так закінчилася його перша експедиція.

#### Хід експедиції

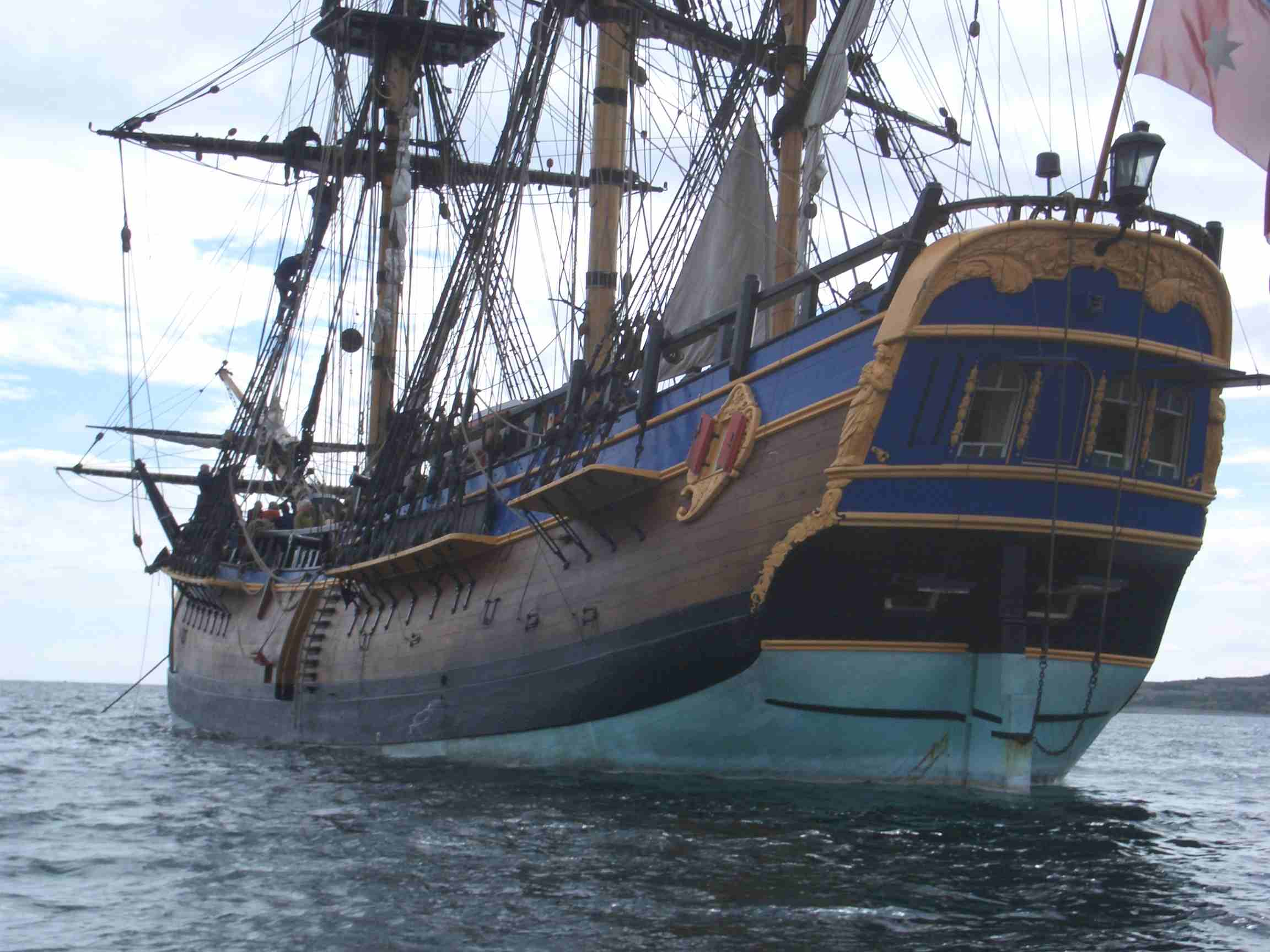
Реконструкція Ендевора. Фотографія

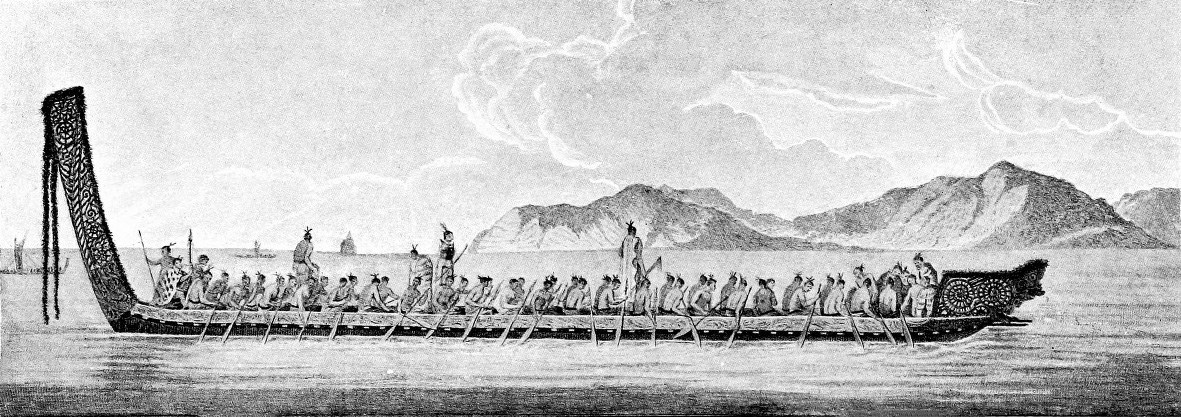
Зображення новозеландської піроги з журналу Кука, 1769 р., автор невідомий

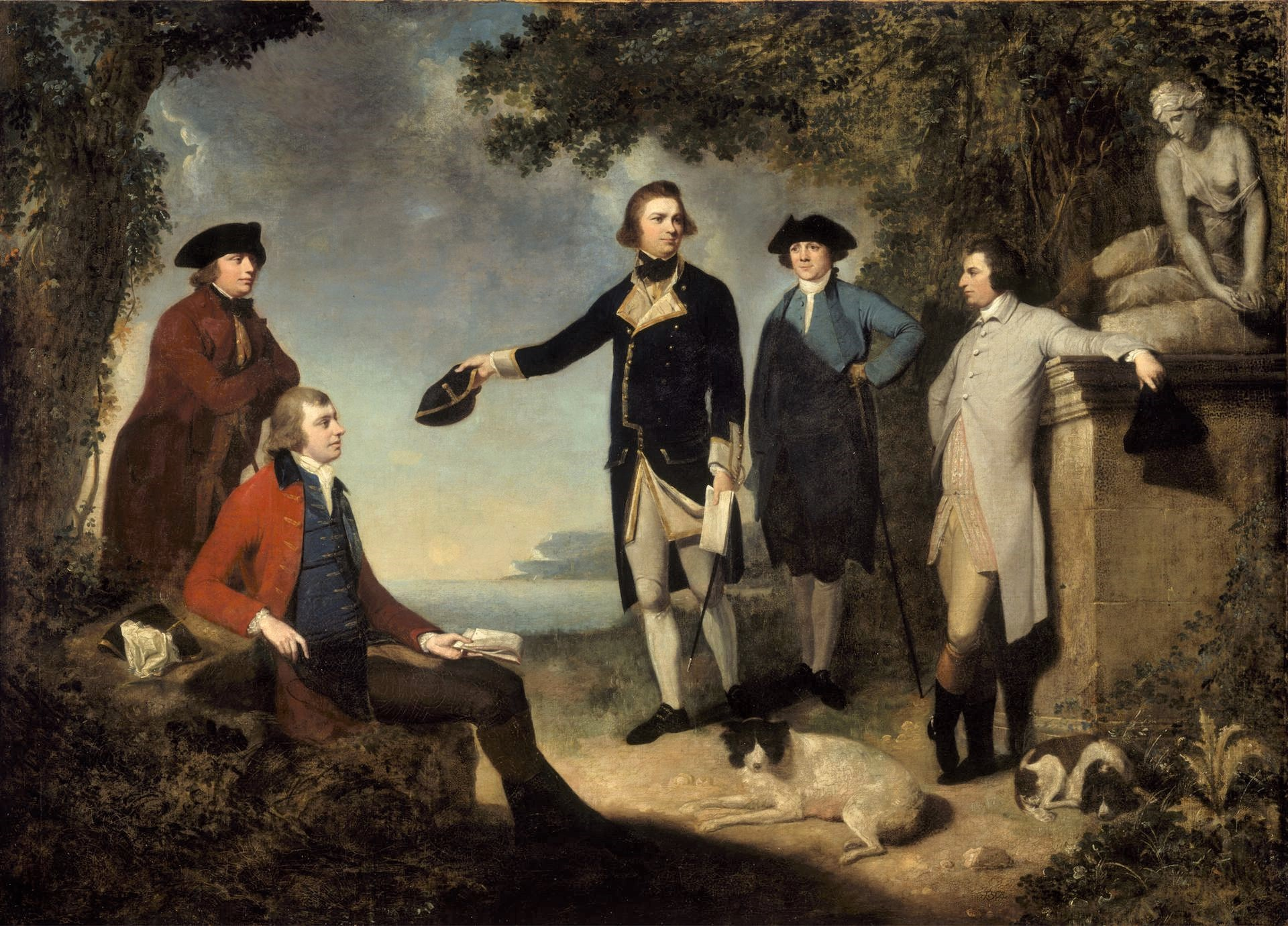
Зліва направо: Деніель Соландер, Джозеф Бенкс, Джеймс Кук, Джон Гоксфорд та лорд Сендвіч. Картина. Автор — Джон Гамільтон Мортимер, 1771

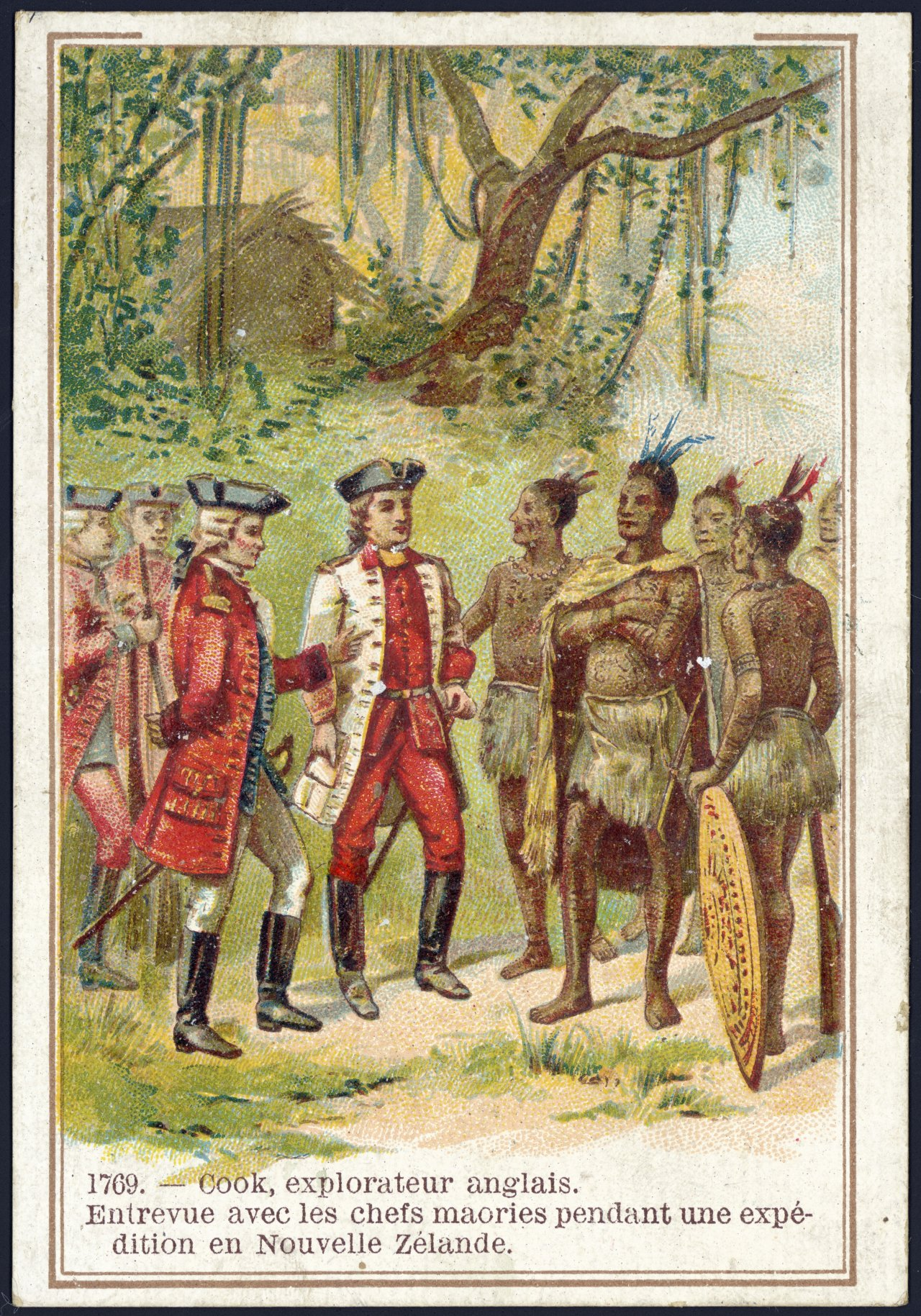
Зустріч Джеймса Кука з маорі у 1769 році

26 серпня 1768 року «Ендевор» вийшов з Плімута, а 10 квітня 1769 року досяг берегів Таїті. Виконуючи накази Адміралтейства, які веліли «всіма засобами підтримувати дружбу з тубільцями», Кук встановив сувору дисципліну в спілкуванні членів експедиції і команди корабля з аборигенами. Категорично заборонялося вступати в конфлікти з місцевими жителями, застосовувати насильство. Можливі випадки порушення цього наказу суворо каралися. Свіжі продукти для експедиції добувалися шляхом обміну на європейські товари. Подібна поведінка англійців, нехай і продиктована суто прагматичними міркуваннями (викликати ненависть до себе було просто невигідно), була на ті часи нонсенсом — європейці, як правило, досягали своїх цілей із застосуванням насильства, грабуючи і вбиваючи аборигенів (були також випадки безпричинних убивств). Наприклад, Самюель Волліс, співвітчизник Кука, який побував на Таїті незадовго до нього, у відповідь на відмову безплатно постачати його корабель продуктами, обстріляв таїтянські села з корабельної артилерії. Але миролюбна політика дала плоди — з остров'янами вдалося встановити хороші стосунки, без чого спостереження за Венерою серйозно ускладнилося б.
З метою забезпечення контролю над узбережжям, де повинні були проводитися спостереження, був споруджений форт, оточений з трьох сторін валом, місцями — частоколом і ровом, захищений двома гарматами і шістьма фальконетами, з гарнізоном з 45 осіб. Вранці 2 травня виявилося, що єдиний квадрант, без якого проведення експерименту було неможливим, вкрадено. До вечора того ж дня квадрант вдалося знайти.
З 7 по 9 червня команда була зайнята кілюванням корабля. 9 липня, незадовго до відплиття, дезертирували солдати морської піхоти Клемент Вебб та Семюел Ґібсон. Зіткнувшись із небажанням остров'ян посприяти у затриманні дезертирів, Кук захопив у заручники всіх найбільш значущих вождів округи і висунув як умову їхнього звільнення повернення втікачів. Вожді були відпущені, коли за допомогою місцевих жителів солдатів вдалося повернути на корабель.
Після проведення астрономічних спостережень Кук попрямував до берегів Нової Зеландії, узявши з собою місцевого вождя на ім'я Тупія, який добре знав прилеглі острови і, крім того, міг служити перекладачем, та його слугу Тіату. З аборигенами Нової Зеландії, попри підкреслену миролюбність англійців, не вдалося встановити хороших відносин. Експедиції довелося брати участь у декількох сутичках, в ході яких новозеландці зазнали деяких втрат.
Рухаючись далі вздовж західного берега, Кук знайшов бухту, дуже зручну для якірної стоянки. У цій бухті, названій Куком Затокою королеви Шарлотти, «Ендевор» став на ремонт: корабель витягли на берег і заново проконопатили. Тут же, на березі Затоки королеви Шарлотти, було зроблено відкриття — піднявшись на узвишшя, Кук розгледів протоку, що розділяє Нову Зеландію на два острови. Цю протоку було названо його ім'ям — Протока Кука.

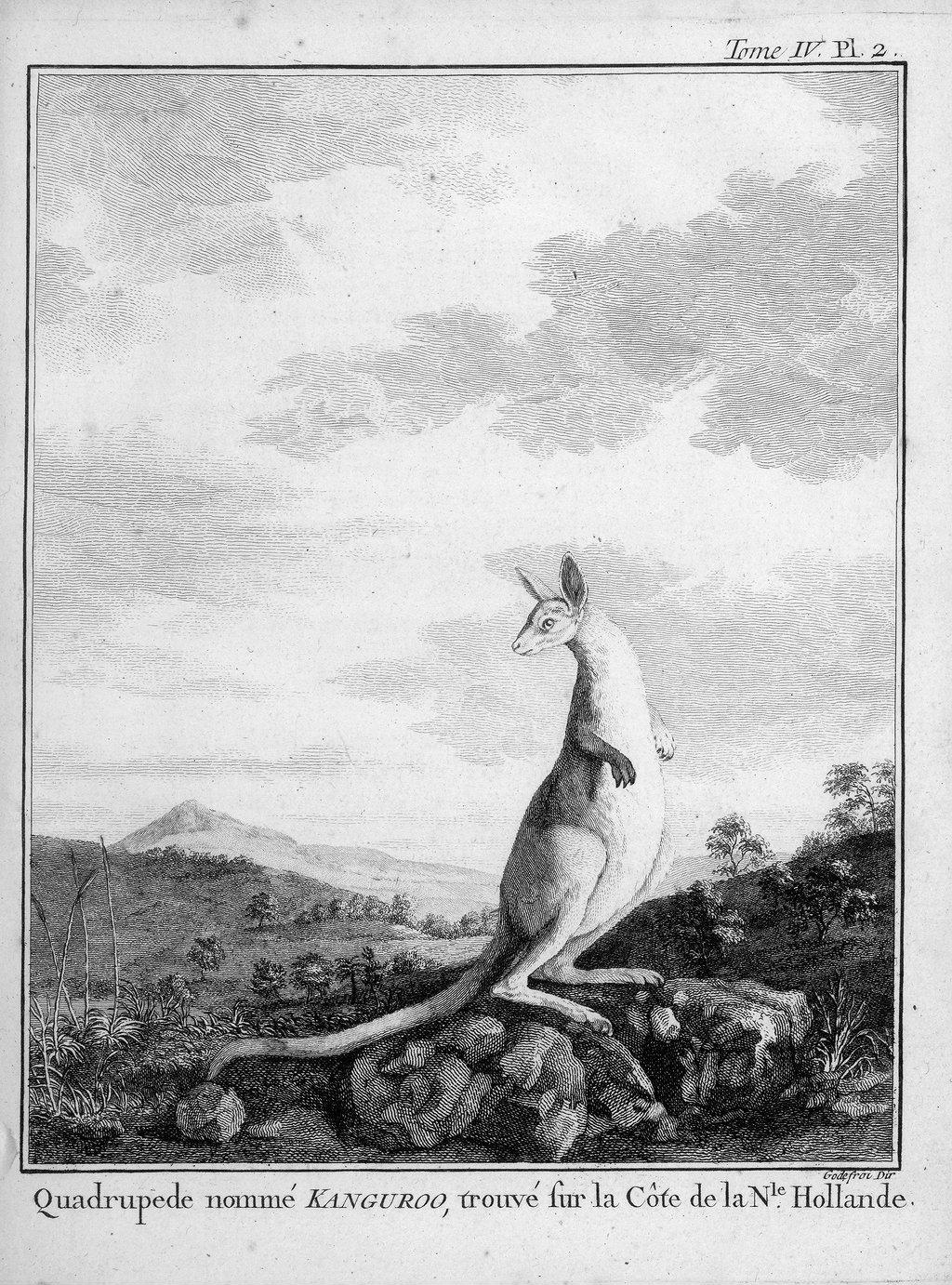
Зображення кенгуру з ілюстрацій до журналу плавання на «Ендеворі»

У квітні 1770 року Кук підійшов до східного берега Австралії. На березі затоки, у водах якого зупинився «Ендевор», експедиції вдалося знайти багато невідомих раніше видів рослин, тому Кук назвав цю затоку Ботанічною. З Ботанічної затоки Кук попрямував на північний захід уздовж східного узбережжя Австралії.
11 червня корабель сів на мілину, серйозно пошкодивши обшивку. Завдяки припливу і вжитим заходам щодо полегшення корабля (були викинуті за борт запасні частини такелажу, баласт і гармати) «Ендевор» вдалося зняти з мілини. Однак через пошкоджену бортову обшивку корабель стало швидко заливати водою. З метою блокування потоку води під пробоїну була підведена парусина, таким чином надходження забортної води вдалося знизити до прийнятного рівня. Все ж «Ендевор» потребував серйозного ремонту, оскільки для утримання корабля в плавучому стані була потрібна безперебійна робота помпових установок, не кажучи вже про те, що продовжувати плавання з величезною діркою в борту, ледь прикритою вітрилом, було просто небезпечно. Кук розпочав пошуки місця, де можна було б безпечно стати на ремонт. Через 6 днів таке місце було знайдено. «Ендевор» витягли на берег, пробоїни залатали. Незабаром з'ясувалося, що корабель відрізаний від моря Великим бар'єрним рифом, таким чином експедиція була замкнена у вузькій смузі води між австралійським берегом і рифом, всіяним мілинами і підводними скелями.
Огинаючи риф, довелося пройти на північ 360 миль. Рухатися доводилося повільно, постійно кидаючи лот, з трюму доводилося безупинно відкачувати воду. До того ж на кораблі почалася цинга. Але Кук продовжував слідувати цим шляхом, ігноруючи проломи, що час від часу виникали в суцільній стіні рифу. В цьому місці узбережжя поступово віддаляється від Великого Бар'єрного Рифа, так що одного разу воно стало недоступним для спостереження з відкритого моря, що зовсім не влаштовувало Кука, який бажав тримати австралійський берег перед очима. Ця наполегливість принесла плоди — продовжуючи слідувати між рифом і берегом, Кук наткнувся на протоку між Новою Гвінеєю та Австралією (у той час не знали, чи є Нова Гвінея островом чи частиною австралійського материка).
Кук направив корабель через цю протоку в Батавію (стара назва Джакарти). В Індонезії члени екіпажу захворіли на малярію. У Батавії, куди «Ендевор» прийшов на початку січня, поширення хвороби набуло характеру спалаху. Жертвами малярії стали також Тупіа та Тіату. Корабель негайно поставили на ремонт, відразу ж після закінчення якого Кук покинув Батавію з її нездоровим кліматом. Проте люди продовжували помирати.
На острові Панаїтан до малярії додалася дизентерія, що стала відтоді основною причиною смертельних випадків. Коли 14 березня «Ендевор» входив у порт Кейптауна, на кораблі залишалося 12 осіб, здатних працювати. Втрати особового складу були надзвичайно великі, тільки на шляху з Батавії до Кейптауна загинуло 22 члени команди (головним чином від дизентерії), а також кілька цивільних, серед яких був і астроном Ґрін. Щоб зробити можливим подальше плавання, команду доукомплектували. 12 липня 1771 року експедиція повернулася до Англії.

#### Результати першої експедиції
Основна заявлена мета — спостереження проходження Венери через диск Сонця — була виконана, але результати експерименту не принесли користі через неточності вимірювань, викликані недосконалістю устаткування того часу.
Друге завдання — відкриття південного материка — не було виконане, і, як тепер відомо, не могло бути виконаним Куком під час першого плавання. Південний материк був відкритий російськими моряками Ф. Ф. Беллінсгаузеном та М. П. Лазарєвим у 1820 році.
Експедиція також довела, що Нова Зеландія — це два самостійні острови, розділені вузькою протокою (протокою Кука), а не частина невідомого материка, як було заведено вважати раніше. Вдалося занести на карту кілька сотень миль східного узбережжя Австралії, до того часу зовсім не дослідженого. Була відкрита протока між Австралією і Новою Гвінеєю. Ботаніки зібрали велику колекцію біологічних зразків.

### Друга навколосвітня подорож (1772—1775 роки)
У 1772 році Адміралтейство розпочало підготовку до другої експедиції на Тихий океан.

#### Мета експедиції
Конкретна мета, яку поставило Адміралтейство перед другою експедицією Кука, невідома. Відомо лише, що в завдання експедиції входило продовження дослідження південних морів. Абсолютно безумовно, що наполегливі спроби Кука проникнути якомога далі на південь мали на меті знайти Південний материк. Були б сумнівними дії Кука лише за власною ініціативою, тому виглядає дуже ймовірним, що відкриття Південного материка було однією з цілей експедиції, хоча про подібні плани Адміралтейства нічого не відомо.
Друга експедиція Джеймса Кука 1772—1775 років була пов'язана з географічними та політичними проблемами, що стояли на порядку денному на початковому етапі європейської експансії в моря південної півкулі. Організація другої експедиції Кука була пов'язана з великою активністю, яку французи в цей час проявили в південних морях. Принаймні чотири французькі експедиції були послані в кінці шістдесятих років на пошуки Південного материка. Вони пов'язані з іменами Буґенвіля, Сюрвіля, Маріона дю Френе, Кергелена. У французів пошуки Південного материка також були викликані не лише науковими інтересами. Ініціатива виходила від купецької французької Ост-Індської компанії, яка дбала, звичайно, передусім про своє збагачення; саме вона спорядила експедицію Сюрвіля так само, як у першій половині XVIII століття — експедицію Жана-Батиста Буве, про яку згадує Кук. Про результати цих французьких експедицій (крім експедиції Бугенвіля) в Лондоні ще не знали і тому тим більше тривожилися. Вирішено було послати два кораблі (французи посилали по 2-3 кораблі разом) і поставити на чолі нової експедиції капітана Кука, успіхи якого справили величезне враження в Англії. Адміралтейство так поспішало з цією справою, що Куку дали після складання ним детального звіту про першу подорож тільки три тижні відпочинку (у грудні 1771 року) — після трирічного плавання.
Безумовно, Королівське товариство доклало до цього свою руку — воно вважалося напівурядовою організацією і було потужною силою в суспільстві. Безсумнівно, позиція самого Кука в цьому питанні була далека від пасивної: подібно всім великим першопрохідцям, варто було йому скуштувати радості і задоволення від проникнення в невідоме, і він би ніколи не заспокоївся, поки знову не став би на цей шлях. Провідні географи того часу, особливо Александер Далрімпл, який продовжував вірити у свою ідею Південного материка, стали б пришвидшувати організацію другої експедиції. Але всім зрозуміло, що реально приймали рішення тільки лорди Адміралтейства. Вони думали про можливість того, що Кук справді натрапить на міфічний Південний материк, або на будь-яку іншу країну чи острів, не відкриті досі, і приєднає його до Британської корони; ця думка приємно інтригувала і зовсім не була неможливою, оскільки Південні моря залишалися здебільшого незвіданими. Ймовірніше, що Куку сказали, що він має вирушити в нову героїчну подорож за відкриттями — і неважливо, в якому напрямку він піде, — ці відкриття принесуть нову довіру, честь і славу йому та його країні, а заодно й їм, лордам Адміралтейства.
На користь подібної точки зору свідчить те, що у другій подорожі, найстрашнішій з усіх, Кук не отримав спеціальних інструкцій. Ніхто ніколи б не зробив таку подорож ще раз, тому що, коли Кук закінчив її, у високих широтах південного океану мало що залишилося відкривати. Немає сумніву в тому, що Кук отримав карт-бланш щодо того, куди він повинен був плисти і що він повинен був робити.

#### Склад експедиції
Головними кандидатами на посаду начальника експедиції були Джеймс Кук і Джозеф Бенкс. Відомо, що в ході підготовки до експедиції між Адміралтейством і Бенксом виникли розбіжності, внаслідок чого Бенкс відмовився від участі в експедиції. Керівником експедиції знову став Джеймс Кук.
Експедиції виділили два кораблі — «Резолюшн» водотоннажністю 462 тонни, якому відводилася роль флагмана, та «Едвенчер», який мав водотоннажність 350 тонн. Капітаном на «Резолюшн» був сам Кук, на «Едвенчер» — Тобіас Фюрне. Лейтенантами на «Резолюшн» були: Джон Купер, Річард Пікерсгілл та Чарльз Клерк.
В експедиції брали участь натуралісти Йоганн Рейнгольд Форстер та Георг Форстер (батько і син), астрономи Вільям Веллс і Вільям Бейлі, художник Вільям Годжес.

#### Хід експедиції

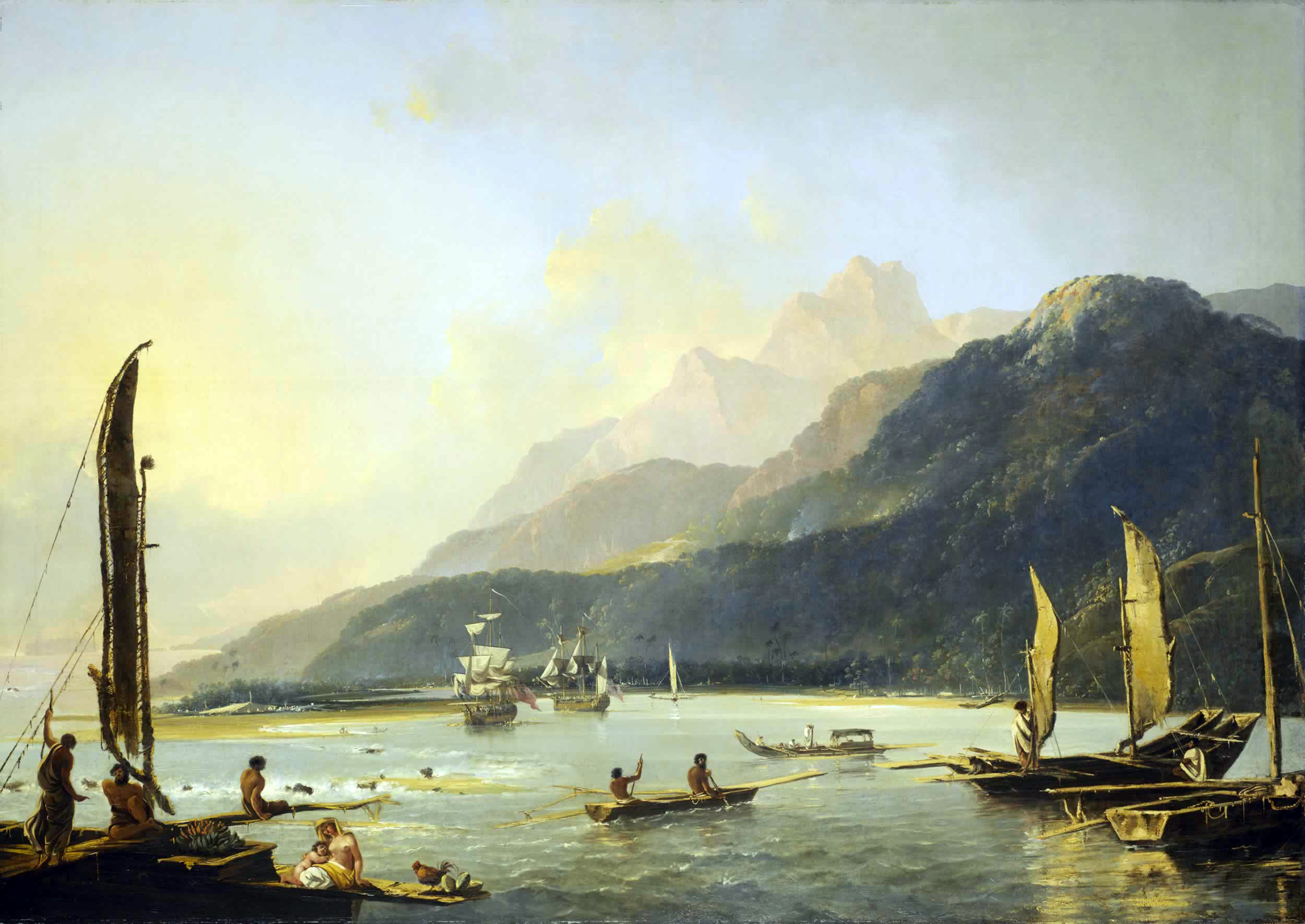
«Резолюшн» та «Едвенчур» в затоці Матавай (Таїті). Картина. Автор: Вільям Годжес, 1776

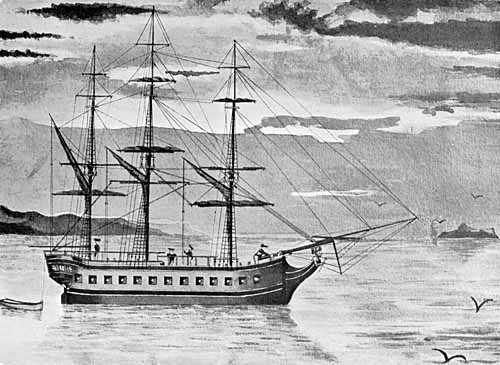
«Резолюшн». Картина. Автор — Джон Мюррей, 1907

13 липня 1772 року кораблі вийшли з Плімута. У Кейптауні, куди прибули 30 жовтня 1772 року, до експедиції приєднався ботанік Андерс Спаррман. 22 листопада кораблі відплили з Кейптауна, взявши курс на південь.
Протягом двох тижнів Кук шукав так званий острів Обрізання, — землю, яку побачив вперше Жан-Батіст Буве, проте не зміг точно визначити її координати. Імовірно острів знаходився приблизно в 1700 милях на південь від мису Доброї Надії. Пошуки нічого не дали, і Кук вирушив далі на південь.
17 січня 1773 року кораблі перетнули (вперше в історії) Південне полярне коло. 8 лютого 1773 року, під час шторму, кораблі опинилися поза межами прямої видимості і втратили один одного. Дії капітанів після цього були наступними.
1. Кук протягом трьох днів курсував, намагаючись знайти «Едвенчер». Пошуки виявилися безрезультатними і Кук повів «Резолюшн» курсом на південний схід до 60-ї паралелі, потім повернув на схід і залишався на цьому курсі аж до 17 березня. Після цього Кук взяв курс на Нову Зеландію. 6 тижнів експедиція провела на якірній стоянці в затоці Туманній, займаючись дослідженнями цієї затоки і відновлюючи сили, після чого рушила в затоку Шарлотти — місце зустрічі, заздалегідь обумовлене на випадок втрати контакту.

1. Фюрне рушив до східного узбережжя острова Тасманія з метою встановити, чи є Тасманія частиною австралійського материка, чи самостійним островом, проте в цьому не досяг успіху, помилково вирішивши, що Тасманія — частина Австралії. Потім Фюрне повів «Едвенчер» до місця зустрічі в затоку Шарлотти.

7 червня 1773 року кораблі вийшли із затоки Шарлотти і попрямували на захід. Під час зимових місяців Кук хотів зайнятися дослідженням маловивчених районів Тихого океану, прилеглих до Нової Зеландії. Однак через загострення цинги на «Едвенчері», зумовлене порушеннями встановленого режиму харчування, довелося відвідати Таїті. На Таїті в раціон команд включили велику кількість фруктів, таким чином вдалося вилікувати всіх цинготних хворих.
Після Таїті Кук відвідав острів Хуахін, на якому йому вдалося придбати близько 300 свиней. Попри те, що з остров'янами та їхнім вождем були встановлені прекрасні відносини, деякі члени експедиції зазнали на цьому острові нападу зловмисників. Так, 6 вересня Спармана було пограбовано і побито, загрози нападу зазнав і сам Кук. 7 вересня, перед самим відплиттям, до експедиції приєднався Омай, житель сусіднього острова Ульетеа, куди Кук збирався відразу після Хуахін.
Ульетеа побачили ввечері того ж дня. На цьому острові купили стільки свиней, що їхня загальна кількість, за оцінками Кука, досягла 400 голів. На Ульетеа Кук взяв із собою ще одного остров'янина на ім'я Едідей.
Наступними островами, де побував Кук, були Еуа та Тонгатапу (острови Тонгатапу), жителі яких настільки вразили Кука своєю дружелюбністю і довірою, що Кук назвав ці острови разом з третім островом, що знаходиться неподалік, островами Дружби. Ця назва, що втратила згодом статус офіційної, вживається досі.

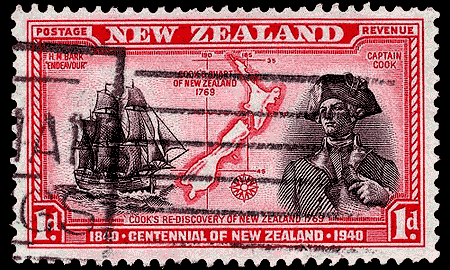
Капітан Джеймс Кук — мандрівник, дослідник та картограф на поштовій марці Нової Зеландії, 1940.

Біля берегів Нової Зеландії, куди Кук вирушив після островів Дружби, кораблі потрапили в шторм і знову розійшлися. Перечекавши шторм у протоці Кука, «Резолюшн» повернувся в затоку Шарлотти, заздалегідь обговорене місце зустрічі, проте «Едвенчера» тут ще не було. Під час тритижневого очікування англійці стали свідками сцен канібалізму серед місцевих жителів.
Так і не дочекавшись «Едвенчера», Кук рушив на південь, залишивши на березі записку для капітана Фюрне. У ній Кук позначив місця, які збирався відвідати після повернення з полярних морів, і запропонував Фюрне або спробувати зустрітися, або повернутися до Англії. «Едвенчер» прийшов у затоку Шарлотти через тиждень після відплиття Кука. 17 грудня 1773 року сталася надзвичайна пригода — вісім матросів на чолі з двома боцманами, що пішли на берег за свіжими овочами, були вбиті та з'їдені новозеландцями. Капітан Фюрне вирішив (можливо, під враженням від події напередодні) повертатися до Англії. Наступного ж дня (18 грудня) Фюрне залишив Нову Зеландію, і рушив до Кейптауна. Поповнивши запас продовольства і залишивши Куку записку, Фюрне повернувся до Англії.
З затоки Шарлотти, так і не дочекавшись Фюрне, Кук вирушив у полярні води і 21 грудня 1773 року вдруге перетнув Південне полярне коло. 30 січня 1774, коли «Резолюшн» досяг 71° 10' пд. ш., шлях був перегороджений суцільним полем пакової криги. Це була найпівденніша точка, яку вдалося досягти Куку за весь час його подорожей.
Відвідавши острів Пасхи (12 березня 1774 року), Маркізькі острови (7 квітня 1774 року) «Резолюшн» 22 квітня 1774 року знову підійшов до берегів Таїті. Тут Кук став свідком підготовки таїтян до війни з жителями сусіднього острова Муреа.
Після Таїті Кук відвідав острови Хуахін і Раіатеа, острови Дружби. На островах Фіджі експедиція витримала кілька сутичок з аборигенами. На острові Танна (острови Фіджі) були поповнені харчові запаси.
3 вересня 1774 року вони відкрили Нову Каледонію. 18 жовтня 1774 року Кук утретє став на якір у затоці Шарлотти і пробув там до 10 листопада.
Відвідавши Кейптаун, Кук знову, востаннє, рушив у полярні води. Там він відкрив Південну Георгію, але й цього разу досягнути Антарктиди не вдалося.
21 березня 1775 року Кук повернувся до Кейптауна для ремонту, там же він отримав записку, залишену йому капітаном Фюрне. З Кейптауна «Резолюшн» одразу відплив до Англії і 30 липня 1775 року ввійшов у Спітгед.

### Третє навколосвітнє плавання (1776—1779 роки)

#### Цілі експедиції
Основна мета, поставлена Адміралтейством перед третьою експедицією Кука, — відкриття так званого Північно-Західного проходу — водного шляху, що перетинає північноамериканський континент і з'єднує Атлантичний і Тихий океани.

#### Склад експедиції
Експедиції, як і раніше, було виділено два кораблі — флагманський «Резолюшн» (водотоннажність 462 тонни, 32 гармати), на якому Кук здійснив другу подорож, і «Дискавері» (водотоннажність 350 тонн, 26 гармат). Капітаном на «Резолюшн» був сам Кук, на «Дискавері» — Чарльз Клерк, який брав участь у перших двох експедиціях Кука. Джон Ґор, Джеймс Кінг, Джон Вільямсон були на «Резолюшн» відповідно першим, другим і третім помічниками капітана. На «Дискавері» першим помічником був Джеймс Берні, другим — Джон Рікмен.

#### Хід експедиції

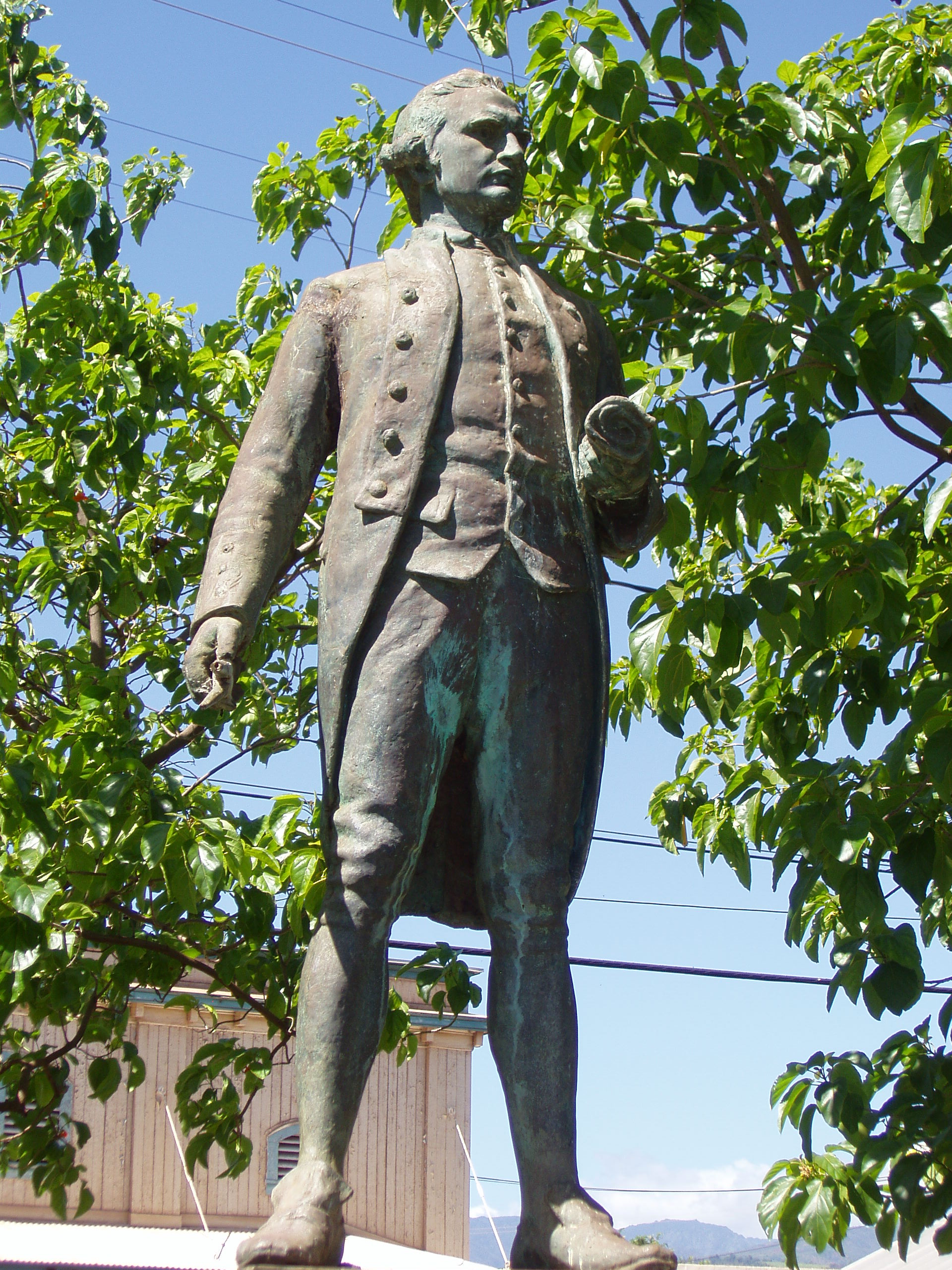
Статуя Джеймса Кука, Ваіміа, о. Кауаї (Гавайські острови)

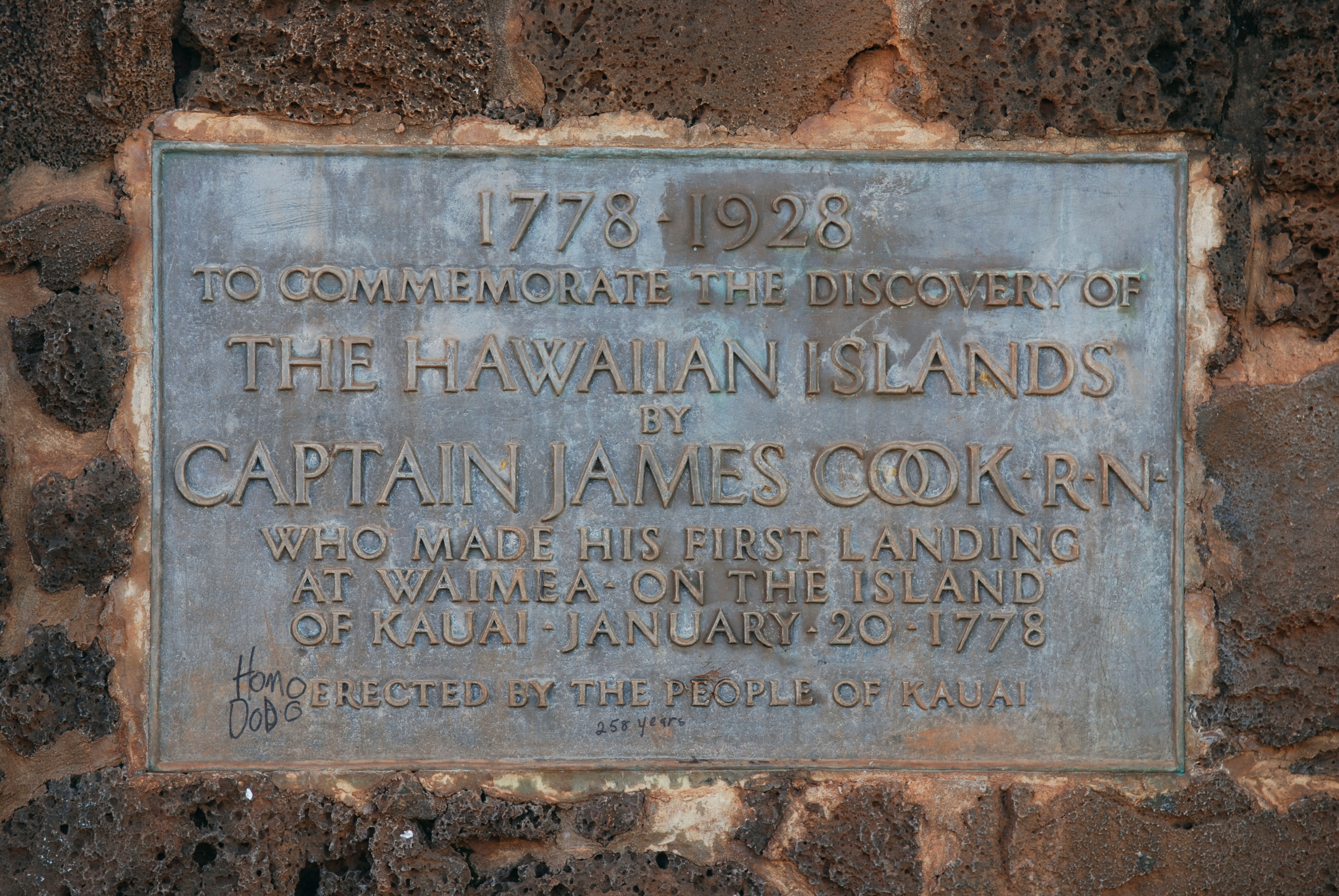
Надпис на зворотній стороні меморіалу капітана Джеймса Кука, Ваймеа, острів Кауаї (Гавайські острови)

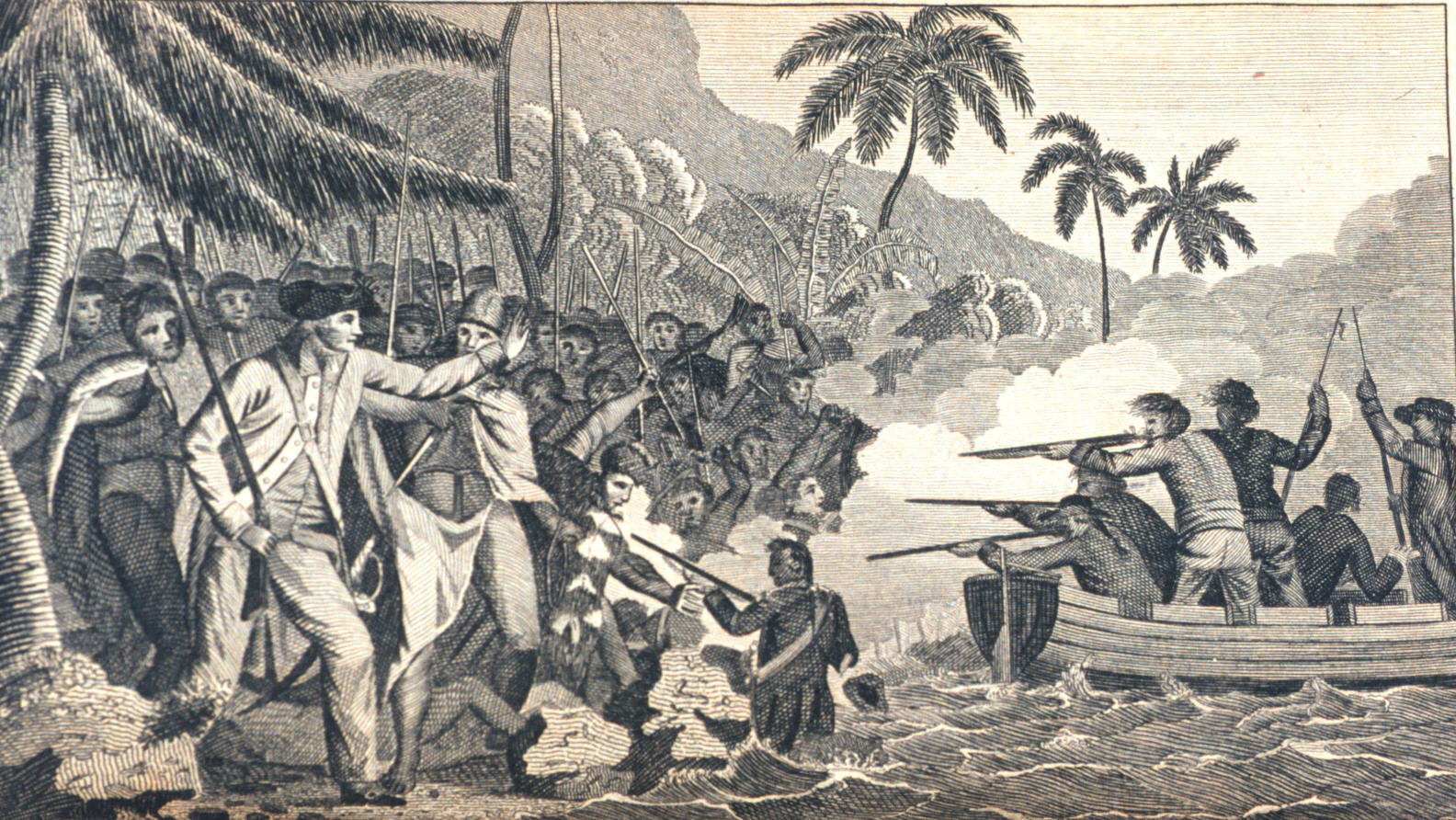
«Загибель капітана Кука». Картина Шона Лайнгена

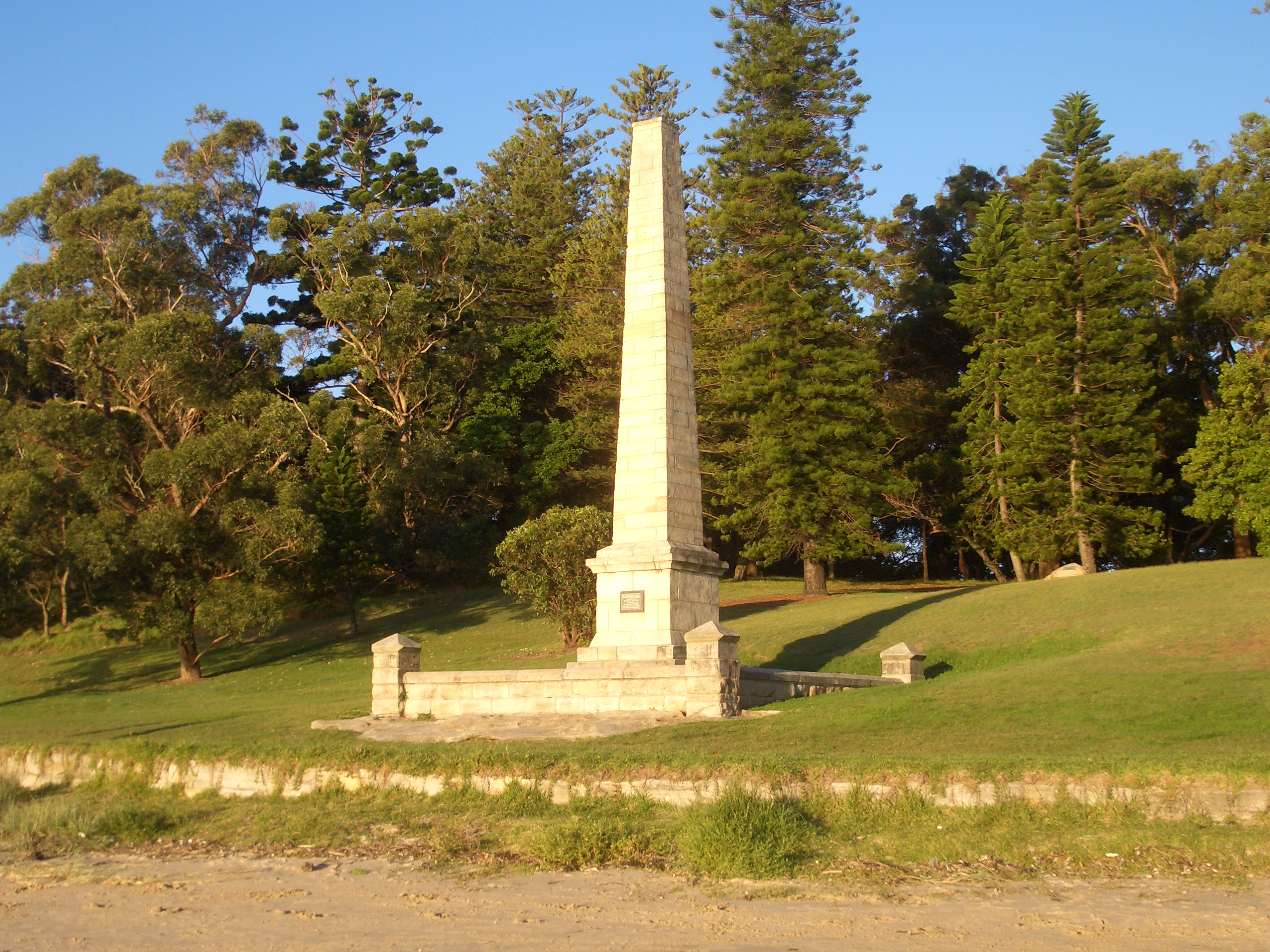
Обеліск, присвячений Джеймсу Куку в Карнелі (передмістя Сіднея)

Англію кораблі покинули нарізно: «Резолюшн» вийшов з Плімута 12 липня 1776 року, «Дискавері» — 1 серпня. Дорогою в Кейптаун Кук відвідав острів Тенерифе. У Кейптауні, куди Кук прибув 17 жовтня, «Резолюшн» поставили на ремонт з причин незадовільного стану бортової обшивки. «Дискавері», який прибув до Кейптауна 1 листопада, було також відремонтовано.
1 грудня кораблі вийшли з Кейптауна. 25 грудня був відкритий острів Кергелен. 26 січня 1777 року кораблі підійшли до Тасманії, де поповнили запаси води і дров.
Відбувши з Тасманії 30 січня, 13 лютого кораблі прибули в бухту Шарлотти на Нової Зеландії. У цій же ж затоці 17 грудня 1773 було вбито і з'їдено десять людей із команди капітана Фюрне, який очолював «Едвенчер», другий корабель Кука у другій експедиції. Попри те, що вдалося встановити особу ватажка вбивць (ним виявився місцевий вождь Кахура), Кук не став його переслідувати. Замість цього, він безоплатно передав жителям навколишніх сіл частину овець з числа тварин, яких спеціально привезли з Англії як подарунок аборигенам островів.
З Нової Зеландії кораблі вирушили на Таїті, однак через зустрічні вітри Кук був змушений змінити курс і відвідати спочатку острови Дружби. На Таїті Кук прибув 12 серпня 1777 року.
7 грудня 1777 року кораблі рушили в Північну півкулю, екватор перетнули 22 грудня. Через два дні, 24 грудня, було відкрито острів Різдва. Перебуваючи на цьому острові експедиція спостерігала сонячне затемнення.
18 січня 1778 року були відкриті Гавайські острови, названі Куком Сендвічевими островами на честь Джона Монтегю, 4-го графа Сендвіча, одного з лордів Адміралтейства (ця назва не прижилася).
На Гаваях експедиція пробула до 2 лютого, відновлюючи сили і готуючись до плавання в північних широтах, потім рушила на північний схід, до західного узбережжя Північної Америки. На цьому шляху кораблі потрапили в шторм і отримали часткові пошкодження («Резолюшн», зокрема, втратив бізань-щоглу).
30 березня 1778 року кораблі стали на ремонт у довгій та вузькій затоці Нутка (англ. Nootka Sound), що вдається з боку Тихого океану в острів Ванкувер.
26 квітня, закінчивши ремонт, вони вийшли з затоки Нутка і попрямували вздовж північноамериканського узбережжя на північ. Біля берегів Аляски, однак, знову довелося зробити зупинку для ремонту, оскільки «Резолюшн» сильно протікав.
На початку серпня кораблі пройшли через Берингову протоку, перетнули Північне полярне коло і увійшли в Чукотське море. Тут вони натрапили на суцільне крижане поле. Продовжувати дорогу на північ було неможливо, наближалася зима, тому Кук розвернув кораблі, маючи намір провести зиму в південніших широтах.
2 жовтня 1778 року Кук досяг Алеутських островів, тут він зустрів російських промисловців, які надали йому свою карту для вивчення. Російська карта виявилася значно повнішою від карти Кука, вона містила невідомі Куку острови, а також контури багатьох земель, позначені в Кука тільки приблизно, були показані на ній з високим ступенем деталізації і точності. Відомо, що Кук перемалював цю карту.
24 жовтня 1778 року кораблі покинули Алеутські острови і 26 листопада досягли Гавайських островів, однак відповідна стоянка для кораблів була знайдена лише 16 січня 1779 року. Жителі островів — гавайці — зосередилися навколо кораблів у великій кількості; Кук у своїх записах оцінював їхнє число в кілька тисяч. Пізніше стало відомо, що високий інтерес і особливе ставлення остров'ян до експедиції пояснювалися тим, що вони прийняли Кука за одного зі своїх богів. Хороші відносини, що встановилися спочатку між членами експедиції і гавайцями, почали, проте, швидко псуватися; з кожним днем кількість крадіжок, скоєних гавайцями, зростала, а сутички, які виникли через спроби повернути вкрадене, ставали дедалі гарячішими.
Відчуваючи, що ситуація загострюється, Кук 4 лютого покинув затоку, проте шторм, що почався незабаром, завдав серйозної шкоди такелажу «Резолюшн» і 10 лютого кораблі були змушені повернутися для ремонту (іншої якірної стоянки поблизу не було).
Вітрила і частини такелажу звезли на берег для ремонту. Ставлення гавайців до експедиції стало тим часом відверто ворожим. В окрузі з'явилося багато озброєних людей. Число крадіжок збільшилося. 13 лютого з палуби «Резолюшн» були вкрадені кліщі. Спроба їх повернути виявилася невдалою і закінчилася відкритою сутичкою.
Наступного дня, 14 лютого було вкрадено баркас з «Резолюшн». Для того, щоб повернути вкрадене майно, Кук вирішив взяти на борт як заручника Каланіопу, одного з місцевих вождів. Висадившись на берег з групою озброєних людей, що складалася з десяти морських піхотинців на чолі з лейтенантом Філіпсом, він пройшов до оселі вождя і запросив його на корабель. Прийнявши пропозицію, Каланіопа пішов за англійцями, проте біля самого берега відмовився йти далі, ймовірно прислухавшись до умовлянь дружини. Тим часом на березі зібралося кілька тисяч гавайців, які оточили Кука та його людей, відтіснивши їх до самої води. Серед них рознеслася чутка, що англійці вбили кількох гавайців (в щоденниках капітана Клерка згадано одного тубільця, вбитого людьми лейтенанта Рікмена незадовго до описуваних подій), і ці чутки, а також не цілком однозначна поведінка Кука, підштовхнули натовп до ворожих дій. У сутичці сам Кук і четверо матросів загинули, іншим вдалося відступити на корабель. Є кілька суперечливих свідчень очевидців тих подій і за ними складно судити про те, що відбулося насправді. З достатнім ступенем достовірності можна лише сказати, що серед англійців почалася паніка, команда стала безладно відступати до шлюпок, і в цьому сум'ятті Кук був убитий гавайцями (ймовірно ударом списа в потилицю).
Таким чином, увечері 14 лютого 1779 капітана Джеймса Кука вбили жителі Гавайських островів. Капітан Клерк у своїх щоденниках підкреслює: якщо б Кук відмовився від зухвалої поведінки перед обличчям багатотисячного натовпу і не почав розстрілювати гавайців, нещасного випадку вдалося б уникнути. За словами лейтенанта Філіпса гавайці не збиралися перешкоджати поверненню англійців на корабель і тим більше нападати, а численність натовпу, що зібрався, пояснювалася їхнім вболіванням за долю короля (небезпідставним, якщо мати на увазі ту мету, з якою Кук запрошував Каланіопу на корабель).
Після смерті Кука посада начальника експедиції перейшла до капітана «Дискавері» Чарльза Клерка. Клерк намагався домогтися видачі тіла Кука мирним шляхом. Зазнавши невдачі, він розпорядився провести військову операцію, в ході якої під прикриттям гармат висадився десант. Він захопив і спалив дотла прибережні поселення і відкинув гавайців в гори. Після цього гавайці доставили на «Резолюшн» кошик із десятьма фунтами м'яса і людську голову без нижньої щелепи. 22 лютого 1779 року останки Кука поховали в морі. Капітан Клерк помер від туберкульозу, на який був хворий протягом усього плавання. В Англію кораблі повернулися 6 жовтня 1780 року.
Смерть Кука Англія відзначила загальним трауром. Лондонське королівське товариство, членом якого він був, розпорядилось викарбувати на його честь пам'ятну медаль.

#### Результати експедиції
Основна мета експедиції — відкриття Північно-Західного проходу — не була досягнута. Були відкриті Гавайські острови, острів Різдва та деякі інші острови.
Подорожі Джеймса Кука дали багато нового для розвитку науки про Землю. Він проник далі від своїх попередників у південні широти. В його експедиціях брали участь вчені-натуралісти, які зібрали різноманітний науковий матеріал про природу й населення численних відкритих ним островів. Його плавання цінні для розвитку географічної думки тим, що вони уточнили знання про південні частини Атлантичного, Індійського і Тихого океанів.

#### Гавайські враження
Британський мореплавець Джеймс Кук був першою білою людиною, яка потрапила на Гавайський архіпелаг. Капітана і його бувалу команду вразили дві речі: перше, краса і доступність острів'янок; друге, неймовірна кількість спортивних ігор (інколи не дуже безпечних), якими займалися остров'яни.
І все ж найнезвичнішим видовищем, яке довелось побачити Кукові, було так зване «хее-налу» — мистецтво ковзання на дошках по хвилях. Яке й отримало назву «серфінг» від англ. surf — прибій. Ковзанням на дошках займався не лише прості люди, а навіть вожді. З огляду на це остров'яни користувалися двома типами дошок: алача і оло.
Алача виготовлялася з хлібного дерева, або менш міцного коа. У довжину така дошка не перевищувала 3 м, а її вага сягала 10 кг. Такий «транспорт» призначався для підданих. Сучасні серфи мають найбільшу схожість саме із алача. А ось другий вид історичного серфу — оло, був привілеєм знаті. Параметри такої дошки дещо нагадують човна. Довжина приладу 6 м і більше. А вага — цілих 100 кг. Здавалося б, таку «махину» важко навіть зрушити з місця, не кажучи вже про спортивні вправи. Проте, корінні жителі Гаваїв на таких «агрегатах» могли осідлати хвилю заввишки 7-8 м. Мало того, вони могли розвинути швидкість до 45-50 км/год.
Цікавий сам процес виготовлення дошок, адже його полінезійці вважали священним обрядом. Дерева у корінних полінезійців вважалися улюбленими дітьми бога лісу — Кане. Дереву, що йшло під вирубку, приносили жертву — рибу. Після того, як майстер робив дошку, йшов обряд «освячення». Тільки після цього виготовлену алача або оло використовували за призначенням.
Варте уваги також ставлення полінезійців до дошки для ковзання по хвилях. Дошка була не простим «спортивним снарядом», після катання її добре висушували і, загорнувши у тканину, дбайливо зберігали до наступного використання. Можливо, справа у тому, що виготовлення хорошої дошки супроводжувалося великими складностями, адже тодішні жителі Гаваїв ще не мали досконалої техніки для обробки дерева.
Що ж до змагань, то їхні правила були надзвичайно простими. За знаком судді два спортсмени кидалися у воду, аби на гребені хвилі першими досягнути фінішу. Якщо суперники фінішували одночасно або обох змивало хвилею, переможця не оголошували.

## Визнання
Джеймса Кука нагородили медаллю Коплі Лондонського королівського товариства за опис заходів, які допомогли зберегти здоров'я команди під час навколосвітньої подорожі.

## Вшанування пам'яті Джеймса Кука
- Острови Кука — архіпелаг і однойменне державне утворення у вільній асоціації з Новою Зеландією в південній частині Тихого океану в Полінезії. Свою сучасну назву архіпелаг отримав тільки у XIX столітті, і був названий російським мореплавцем Іваном Федоровичем Крузенштерном на честь Джеймса Кука. Сам Кук, який побував на островах Південної групи у 1773–1775 роках, назвав їх Острови Херві.
- Університет у місті Таунсвілл (штат Квінсленд, Австралія) носить ім'я Джеймса Кука.
- На його честь назвали астероїд 3061 Кук.
- На його честь названо вид квіткових рослин родини Мальвові Кокія Кука.